# آلفا سنگتراش
آلفا سنگتراش یک ستاره است که در صورت فلکی سنگتراش قرار دارد.